# Circoscrizione 1 (Bergamo)
La circoscrizione 1 è una delle tre circoscrizioni in cui era suddiviso il territorio comunale di Bergamo.

## Suddivisione
La circoscrizione 1 comprende i quartieri di Boccaleone, Borgo Palazzo, Campagnola, Celadina, Centro, Malpensata.